# Myrmeleon (Myrmeleon) ochronevrus
Myrmeleon (Myrmeleon) ochronevrus is een insect uit de familie van de mierenleeuwen (Myrmeleontidae), die tot de orde netvleugeligen (Neuroptera) behoort. 
Myrmeleon (Myrmeleon) ochronevrus is voor het eerst wetenschappelijk beschreven door Rambur in 1842.